# Distretto di Mysore
Il distretto di Mysore è un distretto del Karnataka, in India, di 2 624 911 abitanti. È situato nella divisione di Mysore e il suo capoluogo è Mysore.